# ویلاسالتو
ویلاسالتو (به ایتالیایی: Villasalto) یک کومونه در ایتالیا است که در استان کالیاری واقع شده‌است. ویلاسالتو ۱۳۰٫۱ کیلومتر مربع مساحت و ۱٬۲۸۲ نفر جمعیت دارد.